# Pietro Antonio Solari
Pour les articles homonymes, voir Famille Solari.
Pietro Antonio Solari ou Solario (italien : Pietro Antonio Solari, latin : Petrus Antonius Solarius ; né à Milan vers 1445, mort à Moscou en mai 1493) est un sculpteur et architecte italien de la Renaissance. En 1491, c'est avec son confrère italien Marco Ruffo que Pietro Antonio Solari réalise le Palais à Facettes à Moscou.
Il est le fils de Guiniforte Solari dans l'atelier duquel il a travaillé comme apprenti.

## Biographie

### En Italie
En 1476, il participe avec son père à la construction de la cathédrale de la Nativité-de-la-Sainte-Vierge de Milan. Mais après la mort de son père, le recteur de la cathédrale abandonne la collaboration avec Pietro Solari.
Solari construit encore plusieurs édifices à Milan en Italie : l'église Saint-Pierre de Gessate, église Sainte-Marie-du-Carmel (it) , l'église Sainte-Marie Incoronata (it), et l'église Sainte-Marie de la Paix (it). 

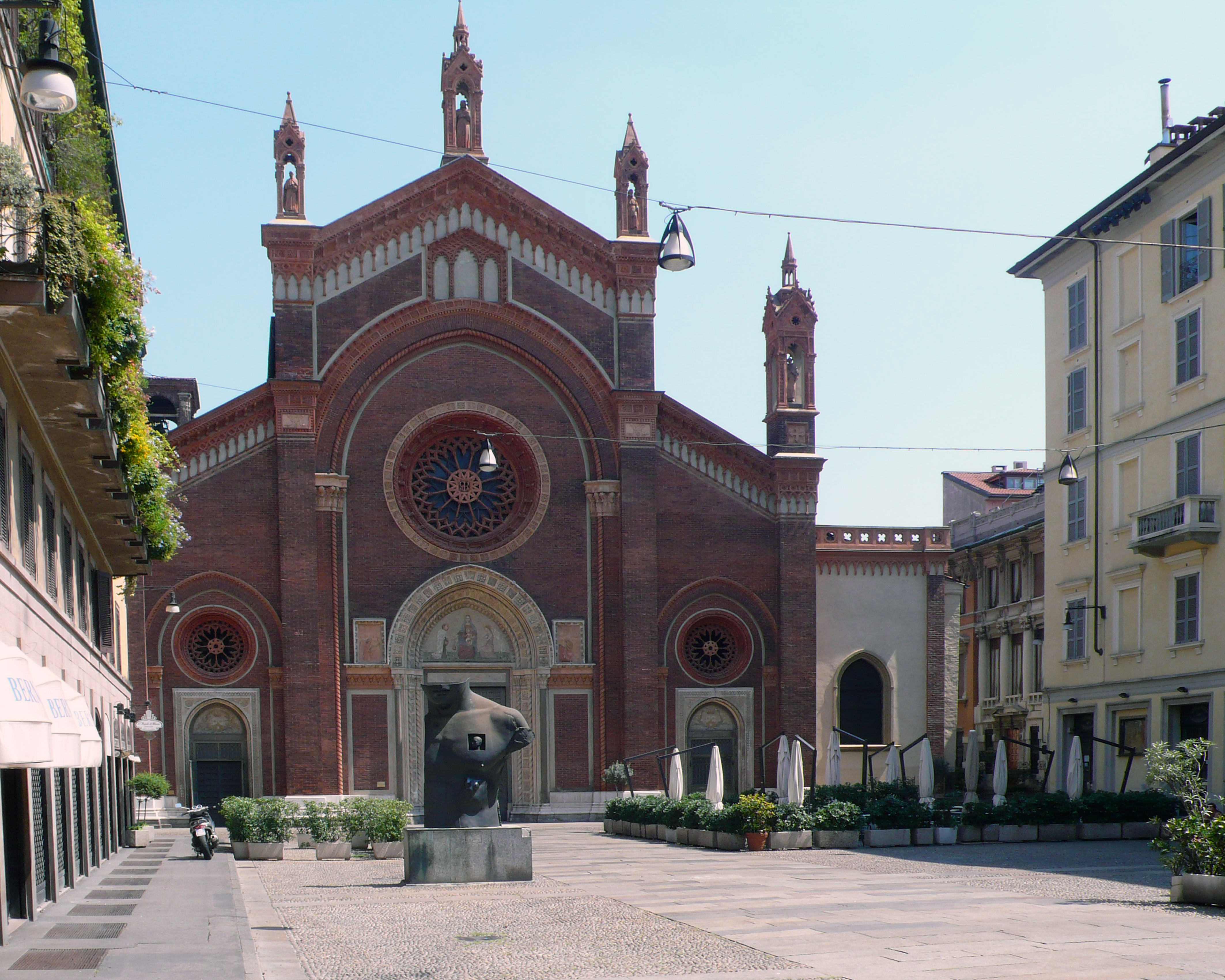
Santa Maria del Carmine
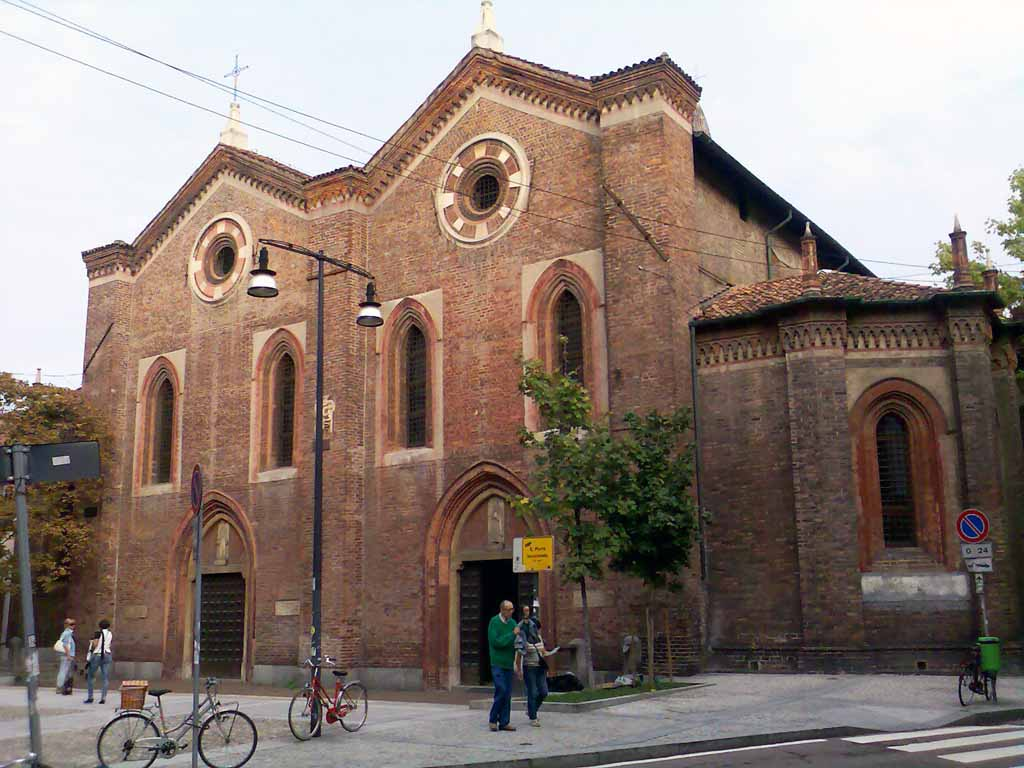
Santa Maria Incoronata
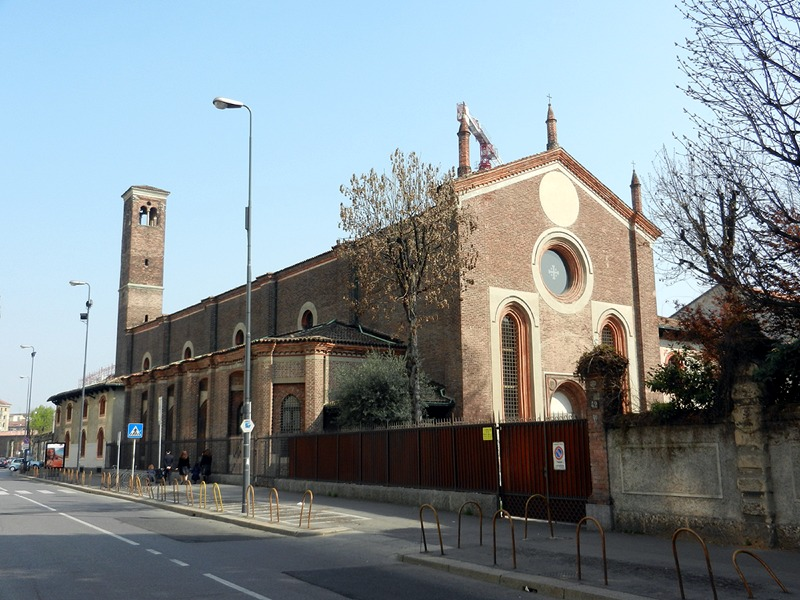
Santa Maria della Pace
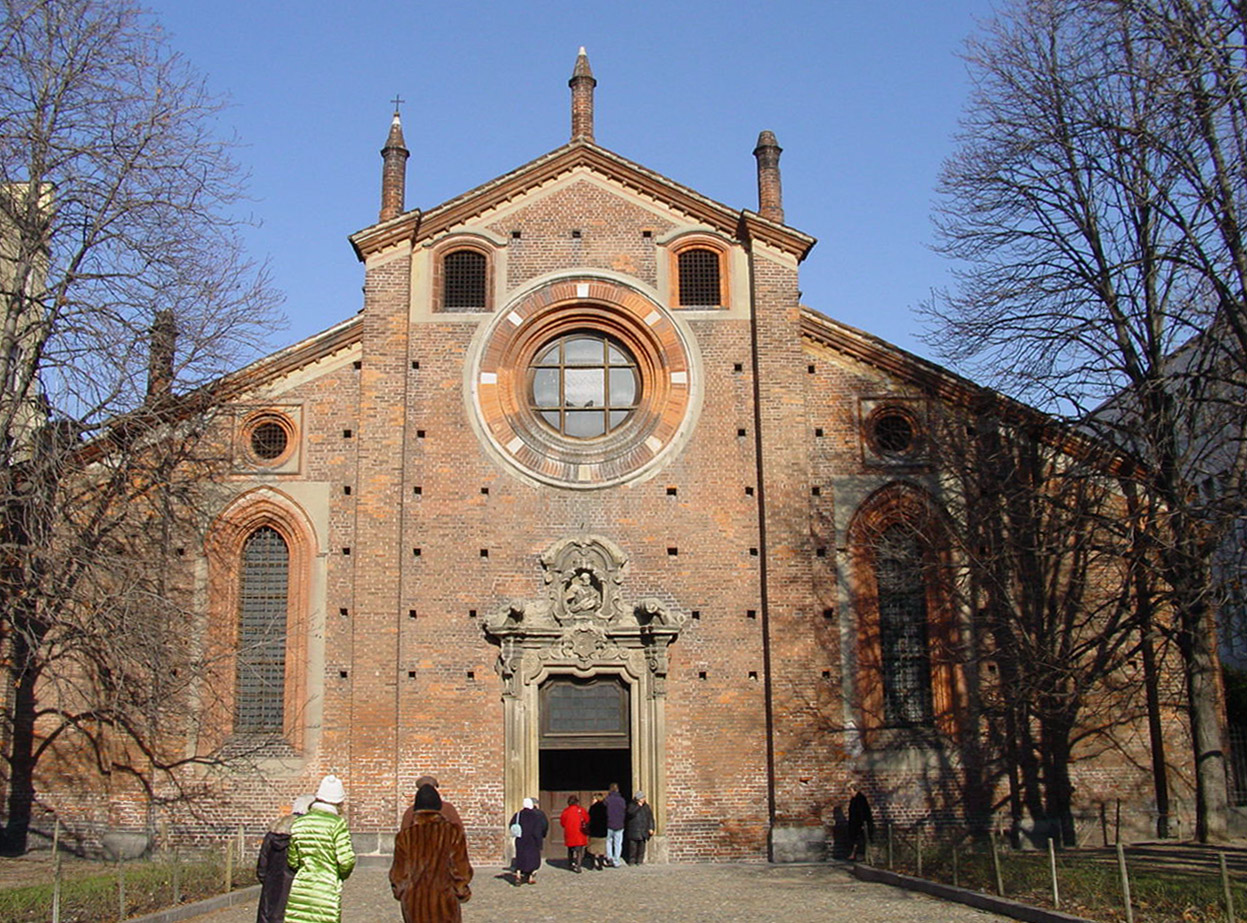
San Pietro in Gessate

On attribue à Solari deux œuvres dans le domaine de la sculpture : le tombeau de l'évêque Marco De Capitani au dôme d'Alexandrie en 1484 et la sculpture de la Vierge au château des Sforza à Milan en 1485.

### À Moscou
Solari est invité à venir travailler à Moscou par les ambassadeurs d'origine grecque Dmitri et Manuel Ralevim. Il arrive à Moscou en 1490 accompagné de son apprenti (Sanantonio), d'un fondeur d'outils et (Djakobo) et d'un maître argenteur (Christophore) accompagné de deux apprentis. Dès son arrivée à Moscou, il s'attire les faveurs d'Ivan III qui lui accorde toute sa confiance. Les chroniques le citent comme un « architecte », et pas suivant le titre plus commun en russe de « Mourole » ou de « maître des affaires de palais ». Un document a été découvert à Milan récemment qui est signé « Pietro Antonio Saloario, architecte principal de Moscou » (Petrus Antonius de Solario architectus generalis Moscovie). D'autres sources aux archives du Vatican reprennent son nom suivi des termes « architectus generalis Moscovial ». Solari est mort en 1493 et n'a donc vécu que durant une courte période à Moscou. Certaines sources établissent son décès au mois de mai, d'autres en novembre sur base de l'acte d'acceptation de sa succession par sa mère.

## Œuvres réalisées à Moscou auKremlin
- 1487—1491 — Palais à Facettes ensemble avec Marco Ruffo
- 1490 — Tour Borovitskaïa
- 1490 — Tour Constantin et Hélène
- 1491 — Tour du Sauveur
- 1491 — Tour Nikolskaïa
- 1491 — Tour du Sénat
- 1492 — Tour d'angle de l'Arsenal

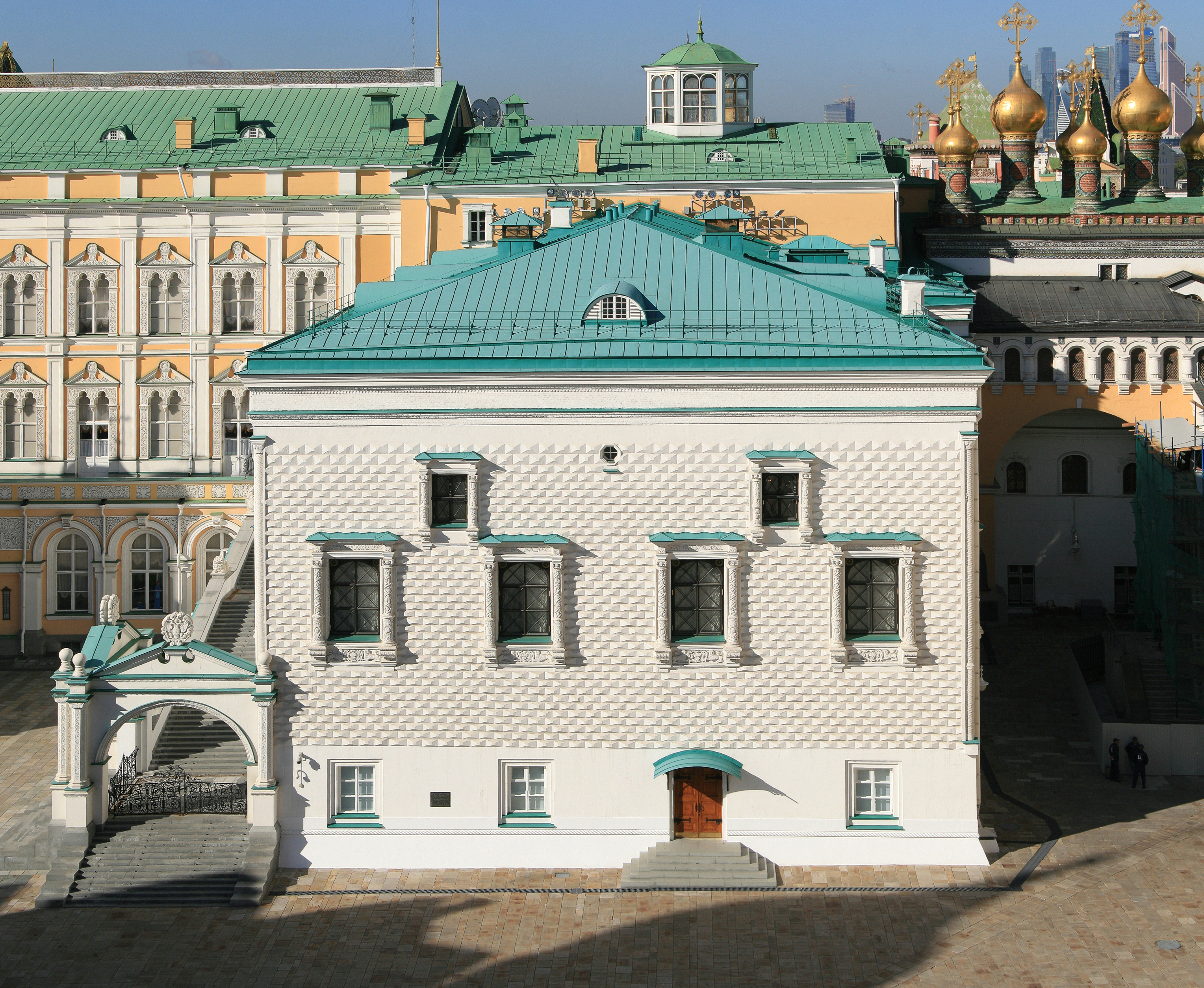
Palais à Facettes au kremlin
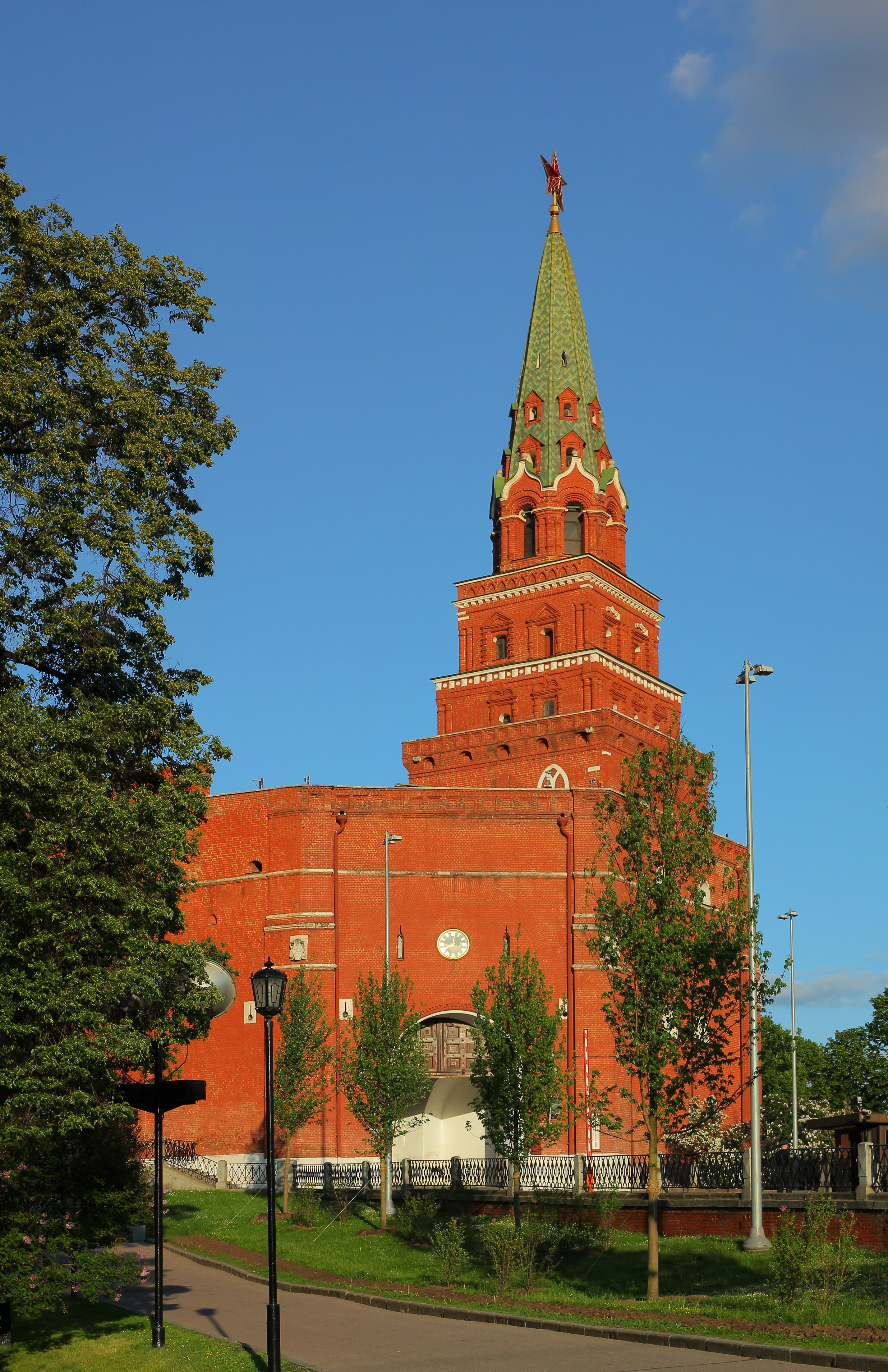
Tour Borovitskaïa au kremlin
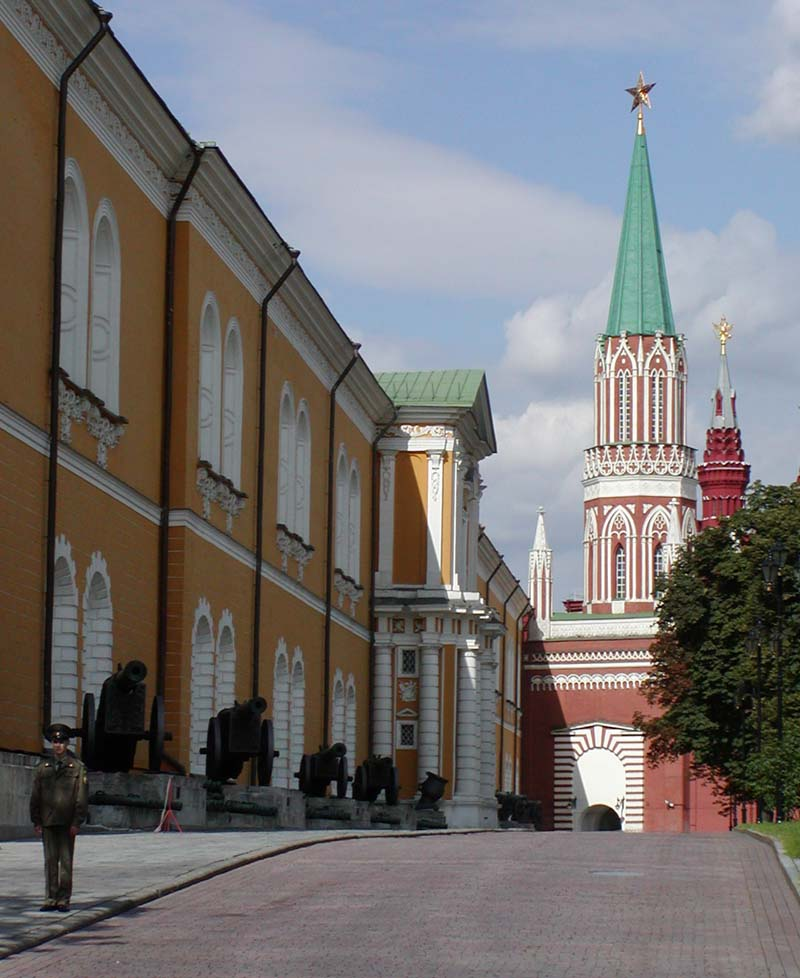
Tour Nikolskaïa et arsenal
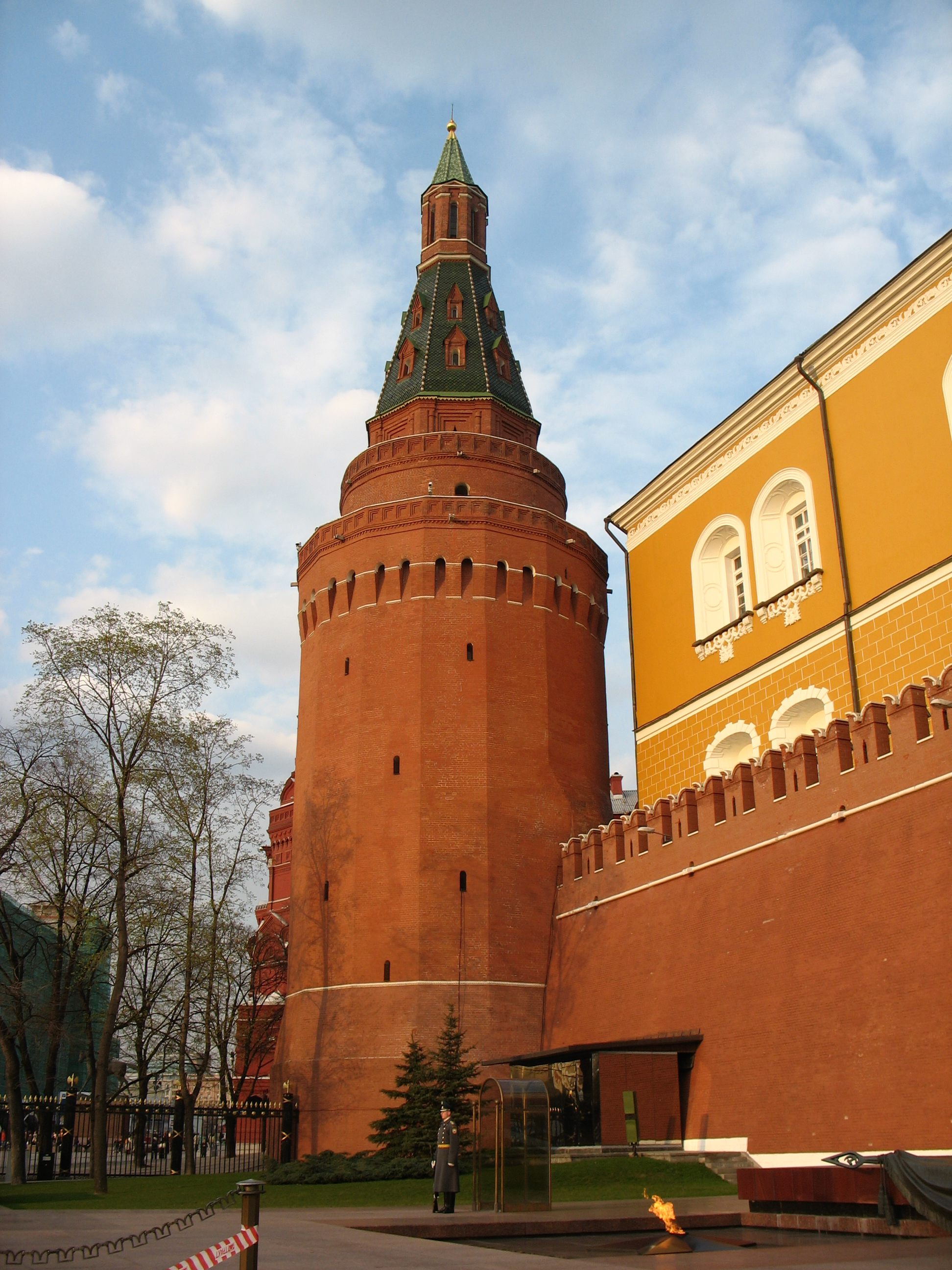
Tour d'angle de l'Arsenal au kremlin